# 高濱町
高濱町（日语：／ Takahama chō */?）為位於日本福井縣西南部，也是全縣最西端的行政區劃。
西側以又被稱為「若狹富士」的青葉山與京都府舞鶴市相隔，南側則為丹波高地，北側臨若狹灣，西起音海半島，東部一直至大島半島。
由於距離西側的京都府舞鶴市僅需約半小時車程，轄內有不少居民是前往舞鶴市工作或就學，因而被歸入舞鶴都市圏的一部分。
在轄區西部音海半島上設有關西電力的核能發電廠－高濱發電廠。

## 人口
| 高濱町人口分布圖 |                                               |  |
| 高濱町與日本全國年齡別人口分布比較圖 （2005年資料） | 高濱町的年齡、男女別人口分布圖 （2005年資料） |  |
| ■紫色是高濱町 ■綠色是全国 | ■藍色是男性 ■紅色是女性                       |  |
| 高濱町人口變化 \| 1970年 \| 10,841人 \| \| \| 1975年 \| 11,577人 \| \| \| 1980年 \| 11,818人 \| \| \| 1985年 \| 12,310人 \| \| \| 1990年 \| 12,425人 \| \| \| 1995年 \| 12,201人 \| \| \| 2000年 \| 12,119人 \| \| \| 2005年 \| 11,630人 \| \| \| 2010年 \| 11,062人 \| \| \| 2015年 \| 10,596人 \| \| \| 2020年 \| 10,326人 \| \| |                                               |  |
| 資料來源：日本總務省統計中心提供之人口普查數據 |                                               |  |
| 1970年 | 10,841人                                      |  |
| 1975年 | 11,577人                                      |  |
| 1980年 | 11,818人                                      |  |
| 1985年 | 12,310人                                      |  |
| 1990年 | 12,425人                                      |  |
| 1995年 | 12,201人                                      |  |
| 2000年 | 12,119人                                      |  |
| 2005年 | 11,630人                                      |  |
| 2010年 | 11,062人                                      |  |
| 2015年 | 10,596人                                      |  |
| 2020年 | 10,326人                                      |  |

## 歷史
過去在令制國時代屬於若狹國大飯郡，若狹國在11世紀後曾是京都的海產食物來源，因而被稱為御食國，並在與京都之間建有鯖街道以將海產食物送往京都，而高濱也有一條通往京都的道路，由於位於最西端，因而被稱為「西之鯖街道」。
14世紀後開始由一色氏長期擔任若狹守護並支配此地，直到15世紀中被若狹武田氏取代，在此期間此區域則是尤其家臣逸見氏所治理，並建有高濱城；在織田信長崛起後，此地又隨著若狹國成為丹羽長秀的領地，但高濱城初期仍是繼續交由逸見氏負責。1594年一度由豐臣秀吉的親族木下利房入主高濱城，並建立高濱藩，但在關原之戰時因屬於西軍而致在高濱的領地被沒收。
17世紀進入江戶時代後，高濱城隨著若狹國成為京極高次小濱藩的領地，但高濱城也由於一國一城令而遭到廢除，1634年後小濱藩改由酒井氏入主直到19世紀江戶時代結束。
1871年實施廢藩置縣後改隸屬小濱縣，不過在隔年的第一次府縣整併中小濱縣整併至敦賀縣，但敦賀縣在1876年遭到廢除後，此地被併入滋賀縣，直到1881年才改隸屬新設立的福井縣。
1889年日本實施町村制，設立高濱村，同時現在的高濱町轄區西部在當時則屬於內浦村和青鄉村，東部則屬於和田村；高濱村先在1912年升格為高濱町，1950年代的昭和大合併期間，由這四個行政區劃於1955年合併為新設立的高濱町。

### 變遷表
| 1889年4月1日 | 1889年 - 1912年           | 1912年 - 1944年           | 1945年 - 1954年           | 1955年 - 1989年            | 1989年 - 現在              | 現在                       |
| ------------ | ------------------------- | ------------------------- | ------------------------- | -------------------------- | -------------------------- | -------------------------- |
| 高濱村       | 1912年4月1日 改制為高濱町 | 1912年4月1日 改制為高濱町 | 1912年4月1日 改制為高濱町 | 1955年2月11日 合併為高濱町 | 1955年2月11日 合併為高濱町 | 1955年2月11日 合併為高濱町 |
| 內浦村       |                           |                           |                           | 1955年2月11日 合併為高濱町 | 1955年2月11日 合併為高濱町 | 1955年2月11日 合併為高濱町 |
| 青鄉村       |                           |                           |                           | 1955年2月11日 合併為高濱町 | 1955年2月11日 合併為高濱町 | 1955年2月11日 合併為高濱町 |
| 和田村       |                           |                           |                           | 1955年2月11日 合併為高濱町 | 1955年2月11日 合併為高濱町 | 1955年2月11日 合併為高濱町 |

## 行政

### 歷任首長
| 屆 | 姓名       | 上任日期       | 卸任日期      | 備註       |
| -- | ---------- | -------------- | ------------- | ---------- |
| 1  | 湯淺銀次郎 | 1955年2月      | 1958年9月18日 |            |
| 2  | 松岡謹吾   | 1958年10月10日 | 1962年10月9日 |            |
| 3  | 濱田倫三   | 1962年10月10日 | 1966年10月9日 |            |
| 4  | 濱田倫三   | 1966年10月10日 | 1970年10月9日 |            |
| 5  | 濱田倫三   | 1970年10月10日 | 1974年10月9日 |            |
| 6  | 濱田倫三   | 1974年10月10日 | 1978年10月9日 |            |
| 7  | 濱田倫三   | 1978年10月10日 | 1982年10月9日 |            |
| 8  | 田中通     | 1982年10月10日 | 1986年10月9日 |            |
| 9  | 田中通     | 1986年10月10日 | 1990年10月9日 |            |
| 10 | 田中通     | 1990年10月10日 | 1994年10月9日 |            |
| 11 | 田中通     | 1994年10月10日 | 1996年4月     | 於任內辭職 |
| 12 | 今井理一   | 1996年5月19日  | 2000年5月18日 |            |
| 13 | 今井理一   | 2000年5月19日  | 2004年5月18日 |            |
| 14 | 今井理一   | 2004年5月19日  | 2008年5月18日 |            |
| 15 | 野瀨豐     | 2008年5月19日  | 2012年5月18日 |            |
| 16 | 野瀨豐     | 2012年5月19日  | 2016年5月18日 |            |
| 17 | 野瀨豐     | 2016年5月19日  | 2020年5月18日 |            |
| 18 | 野瀨豐     | 2020年5月19日  | 2024年5月18日 |            |
| 19 | 野瀨豐     | 2024年5月19日  | 現任          |            |

## 交通
鐵路小濱線以東西向通過轄內主要市區，往東可經小濱市至敦賀市，再轉入北陸本線和湖西線，往西則可至舞鶴市接入舞鶴線。
高速公路舞鶴若狹自動車道雖然也通過轄內，但由於路段位於山區中，在轄內的部分有半數以上路段是位於隧道之中，因此在此並未設立交流道，須往南至位於大飯町的大飯高濱交流道才能進入高速公路；因此轄內最主要的公路是國道27號，該公路在高濱町內的通過路段與鐵路小濱線大致相同。

### 鐵路
- 西日本旅客鐵道
  - 小濱線：（←大飯町） - 若狹和田車站 - 若狹高濱車站 - 三松車站 - 青鄉車站 - （舞鶴市）

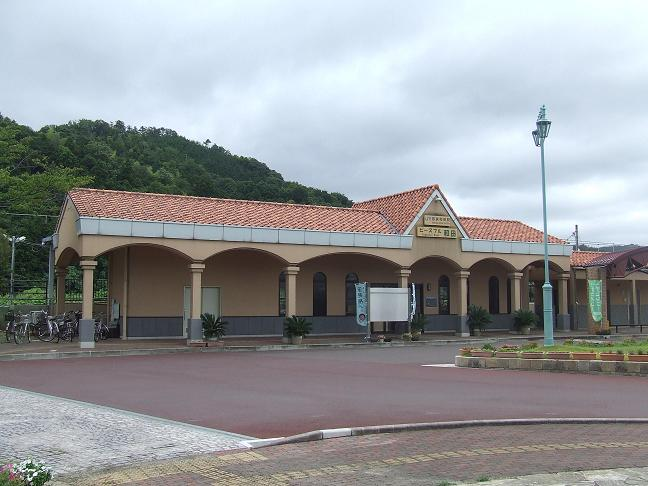
若狹和田車站
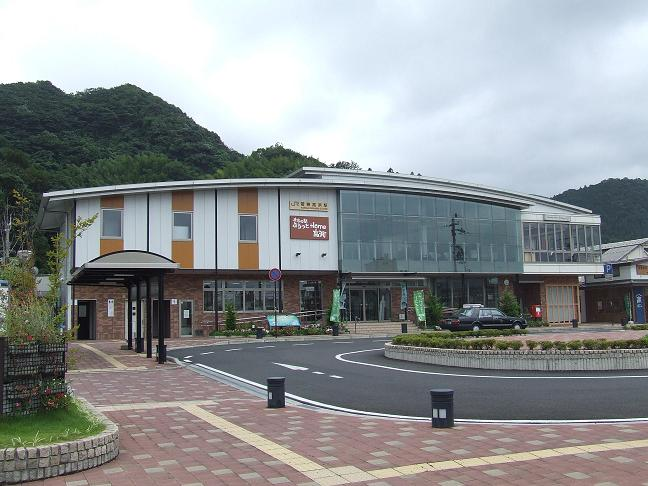
若狹高濱車站
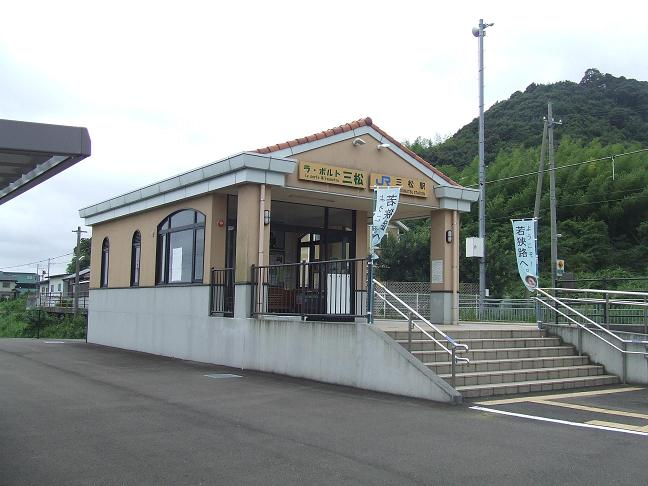
三松車站
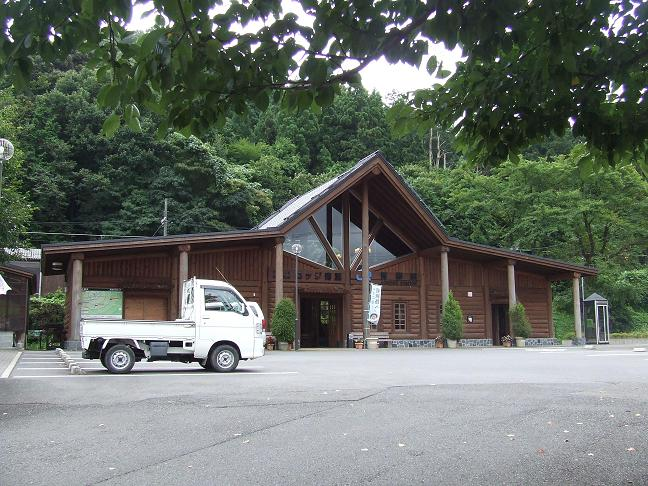
青鄉車站

## 觀光資源

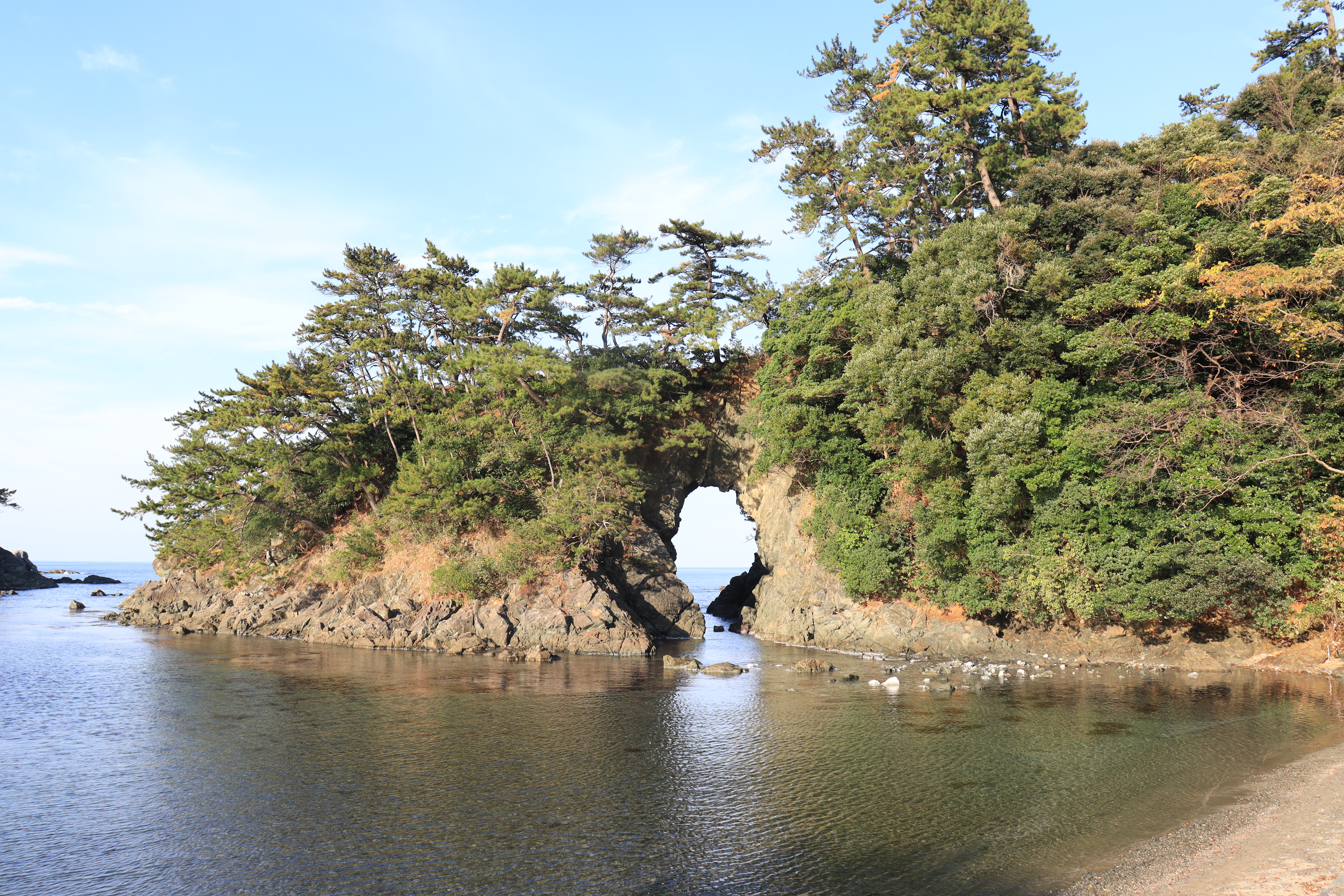
在城山公園看到的海食洞－明鏡洞

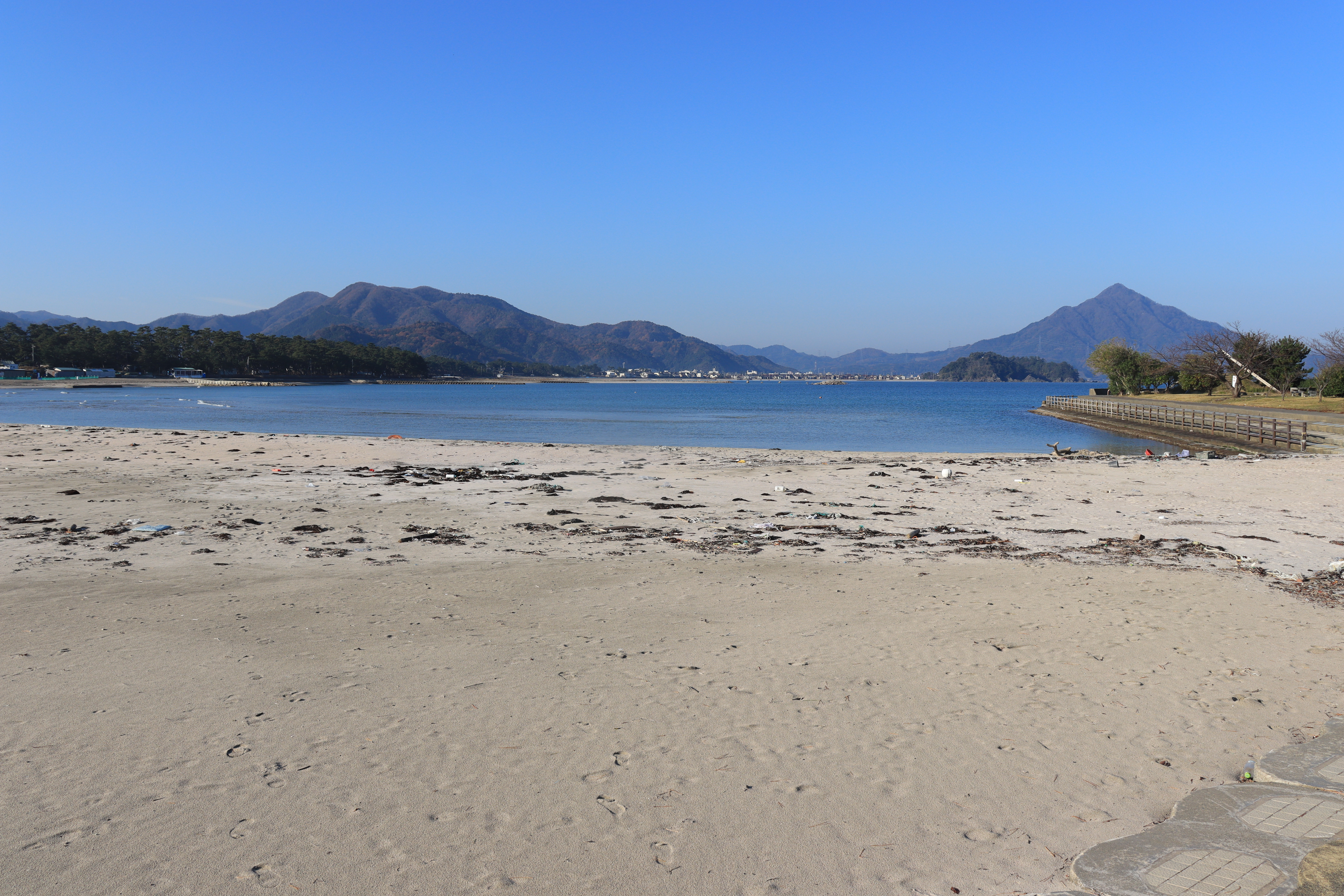
若狹和田海水浴場，右側遠處為被稱為若狹富士的青葉山

過去將高濱本地海產送往京都的「西之鯖街道」，已在2010年被列入「日本風景街道」並作為高濱發展觀光的主題，除了推銷當地海鮮美食，也以「鯖蕎麥麵」作為本地特色食物。
在北側若狹灣沿岸則有包括若狹和田海灘、白濱海水浴場、鳥居濱海水浴場、 城山海水浴場、若宮海水浴場、 惠比壽濱公園海水浴場、難波江海水浴場在內的多個海水浴場，甚至城山海水浴場就直接在海蝕洞明鏡洞旁，也被列為日本夕日百選之一，整個海岸線已在2007年被劃入若狹灣國定公園。

## 姊妹、友好城市

### 日本
- 志賀町（石川縣）
在17世紀時，曾有來自若狹國大飯郡高濱村的漁民移民至現在町內的高濱地區，兩地因此在1990年締結為姊妹都市。[5][6]

### 海外
- 保寧市（韓國忠清南道）
兩地於2007年締結為友好都市。

## 外部連結
- （日語） 若狹高濱觀光指引 （页面存档备份，存于）